# Королівство Гвент
Королівство Гвент (валл. Gwent) — одне з кельтських королівств середньовічного Уельсу, яке займало землі у межиріччі Вая та Аска, у південно-східній частині колишньої території розселення племені сілурів, найбільш романізованому регіоні Уельсу. Назва королівства походить від імені його столиці — Кайрвент, яке, у свою чергу, являє собою засвоєну кельтами Венту Сілурів (лат. Venta Silurum), цивільний центр римської адміністрації у цих місцях.
Легендарним засновником королівства середньовічні джерела називають Карадога Врейхвраса, якого було, вочевидь, названо на честь героя сілурів Каратака, та, цілком ймовірно, був представником кельтської династії, пов’язаної з місцевою римською аристократією . Час утворення королівства відносять до V століття, на початку якого відбувся вихід з Британії римських легіонів.
Династичні процеси у Гвенті призвели наприкінці VI століття до виділення королівств Феррег (Fferreg) та Ергінг (Ergyng), а основним зовнішнім фактором для Гвенту стало падіння бриттських державних утворень в Глостері й Баті після битви під Дірхемом у 577 році, в результаті чого англосакси вийшли до кордонів Гвенту . У VII столітті в Гвенті приходить до влади нова династія. Мейріг ап Теудріг, король Глівісінга, що знаходилось на заході від Гвента у межиріччі Таві й Аска, стає також королем Гвенту. Надалі історія обох валлійських королівств була тісно пов’язана, нащадки Мейріга правили і Гвентом і Глівісінгом до їхнього падіння, окрім того, неодноразово обидва королівства управлялись одним монархом. З іменем Мейріга та його батька пов’язана одна з найважливіших подій у ранній валлійській історії — битва під Тінтерном, в якій близько 630 року війська південного Уельсу здобули перемогу над англосаксами, зупинивши їх експансію та визначивши кордон Ваєм . Також Мейріг повернув через шлюб Ергінг.
Тенденція до об’єднання з Глівісінгом та централізації тривала до початку VIII століття, коли Ітел ап Морган став правителем обох королівств. За його нащадків склалась система управління цими територіями, яка проіснувала до X століття, та відповідно до якої дві гілки династії Мейріга поділяли між собою владу в Гвенті й Глівісінгу. При цьому титул короля Глівісінга мав переважний статус, й часто назва Глівісінг поширювалась на землі обох королівств. У той самий час східна частина не втрачала свого імені — Гвент, зберігався й титул короля Гвенту. Так Ассер, розповідаючи про стосунки Альфреда з валлійцями, чітко розділяє братів Брохвайла та Френвайла, королів Гвенту, й короля Глівісінга — Хівела ап Ріса. Аналогічно, джерела початку X століття кажуть про королів Гріфіда, Кадугана й Каделла, сучасників Хівела Доброго. З іншого боку, даровані грамоти правителів Гвенту й Глівісінга, так само як і часописи, не дають змоги говорити про якусь фіксовану територію у кожного з них, вони переміщували свої двори в межах усіх земель королівств, які складали собою мозаїку з їхніх володінь .
Середина X століття була ознаменована правлінням ще одного монарха, що об’єднав королівства під своєю рукою. Морган Старий і Великий, отримавши Гвент від батька 931 року, підкорив собі Глівісінг та заснував об’єднане королівство, назване на його честь Морганнуг або Гулад-Морган («Країна Моргана», валл. Gwlad Morgan), до якого входили практично всі землі південно-східного Уельсу, за винятком втраченого на користь Мерсії Ергінга й півострова Говер, що відійшов до Дехейбарта. Друга назва країни Моргана збереглась в імені лордства, а потім англійського графства, Гламорган .
З другої половини X століття у Морганнугу відбувається поява нових сил, коли представники роду Мейріга продовжують носити королівські титули, але зароджуються й нові династії, що сперечаються з ними за ці права. Так у 950 році в Гвенті з’являється Нові ап Гуріад, невідомого походження, що називає себе королем Гвенту й утримує більшу частину земель. Йому спадкують його син Артвайл й онуки Родрі та Гріфід, сини Еліседа. У 1015 році як король Гвенту вказується Едвін, і, нарешті, трохи згодом у Гвенті здобуває владу Рідерх ап Єстін, чиї нащадки приймають титул королів Гвенту й Морганнугу, та з якого починається активна участь південно-східного Уельсу у внутрішньоваллійських політичних смутах XI століття. Рідерх після смерті Ллівелина ап Сейсілла, короля Гвінеду і Дехейбарту, підкоряє собі силою Дехейбарт, й утримує за собо весь південний Уельс упродовж 10 років до 1033 року, коли він відповідно до «Часопису принців» гине від рук ірландців за нез’ясованих обставин. Син Рідерха — Гріфід також не обмежується Гвентом, та як і батько захоплює Дехейбарт, коли король Гвінеду Гріфід ап Ллівелін, що вигнав нового короля Дехейбарту — Хівела ап Едвіна, відволікається від свого збирання Уельсу на відбиття чергового вторгнення англосаксонського війська на східних кордонах. Упродовж десятиріччя Гріфід ап Рідерх править південним Уельсом, однак зазнає поразки від Гріфіда ап Ллівеліна, якому в результаті все ж вдається об’єднати весь Уельс під однією короною .
Гріфід ап Ллівелін у 1063 році зазнає поразки від Гарольда Годвінсона й гине, об’єднаний Уельс знову розпадається на складові королівства. Гвент залишається під владою Гарольда, і той починає будувати у Портскеветі свій замок, однак цього моменту на історичну арену виходить Карадог, син Гріфіда ап Рідерха, який нападає на замок та відбиває його, підкоряючи собі Гвент, потім під його владу потрапляє і Глівісінг. Після цього Карадог, дотримуючись традиції батька й діда, втручається до боротьби за владу над Дехейбартом з його королями Маредідом та Рісом, синами Овайна, а потім із Рісом ап Теудуром. Паралельно з усобицею на заході Морганнугу, на східних кордонах відбувалось становлення нормандського графства Герефорд, першого елементу військово-феодального утворення, відомого під назвою «Валлійська марка». Активна діяльність Вільяма Фіц-Осберна, графа Герефорд, з формування лінії оборони з низки зведених ним замків (Монмут, Карісбрук, Чепстоу та Вігмор), що закрили шляхи з південного Уельсу до Англії, а потім і його вторгнення до самого Уельсу, призвели до того, що графу вдалось встановити англійську владу у Гвенті на початку 1070-х років . У складі Валлійської марки на колишній території Гвенту утворилась низка лордств марки: Абергавенні, Кайрлеон, Чепстоу, Еуйас, Гвінллуг, Монмут і Аск . У 1535 році лордства марки, що збереглись, так само як і землі, що перейшли до королівського домену, розташовані на землях, які раніше входили до Гвенту, задля виконання Акту про Закони Уельсу були включені до складу новоутвореного графства Монмутшир .